# Улужай
Улужай (рос. Улужай) — село Усть-Коксинського району, Республіка Алтай Росії. Входить до складу Амурського сільського поселення.
Населення — ненаселене (2015 рік).